# إيلا أندرسون
إيلا أندرسون (بالإنجليزية: Ella Anderson)‏ هي ممثلة أمريكية، ولدت في 26 مارس 2005 بيبسيلانتي في الولايات المتحدة. بدأت مشوارها المهني سنة 2011.

## أعمال

### أفلام
- (2015) صفقة غير منتهية
- (2016) الرئيسة[6]
- (2016) عيد الأم[7]
- (2017) قلعة الزجاج[8]

### مسلسلات
- هنري البطل

## وصلات خارجية
- إيلا أندرسون على موقع IMDb (الإنجليزية)
- إيلا أندرسون على موقع ميتاكريتيك (الإنجليزية)
- إيلا أندرسون على موقع روتن توميتوز (الإنجليزية)
- إيلا أندرسون على موقع قاعدة بيانات الأفلام العربية
- إيلا أندرسون على موقع ألو سيني (الفرنسية)
- إيلا أندرسون على موقع ميوزك برينز (الإنجليزية)
- إيلا أندرسون على موقع أول موفي (الإنجليزية)
- إيلا أندرسون على موقع أول ميوزيك (الإنجليزية)
- إيلا أندرسون على موقع قاعدة بيانات الفيلم (الإنجليزية)
- إيلا أندرسون على موقع كينوبويسك (الروسية)